# Naussac (Lozère)
Naussac è un comune francese soppresso e frazione del dipartimento della Lozère nella regione dell'Occitania. Dal 1º gennaio 2016 si è fuso con il comune di Fontanes per formare il nuovo comune di Naussac-Fontanes.

## Società

### Evoluzione demografica
Abitanti censiti